# Charles Galton Darwin
Charles Galton Darwin (anglès: Sir Charles Galton Darwin)  (Cambridge, 18 de desembre de 1887 - Cambridge, 31 de desembre de 1962) va ser un matemàtic i físic britànic, net de Charles Darwin i fill de George Darwin.

## Vida i Obra
Després d'estudiar a l'elitista Marlborough College, va ingressar en el Trinity College (Cambridge) en el qual es va graduar el 1909, quedant quart en els exàmens de matemàtiques. El 1910 va entrar a la universitat de Manchester com a professor ajudant d'Ernest Rutherford. A Manchester va col·laborar amb Henry Moseley en l'estudi de la difracció dels raigs alfa i també va conèixer Niels Bohr, que es va incorporar el 1912. Durant aquest període va ser un defensor dels conceptes de la física clàssica.
En esclatar la Primera Guerra Mundial el 1914, va ser cridat a files i destinat a França, on va participar en la batalla de Loos (1915) i va se gasejat pels alemanys a Armentières (1918). Va retornar a Anglaterra i va ser desmobilitzat el 1919. En retornar va ser nomenat fellow i professor del Christ's College (Cambridge), càrrec que va mantenir fins al 1924, any en què va ser nomenat catedràtic de la universitat d'Edimburg. Durant la época de Cambridge, els seus principals treballs van ser sobre mecànica estadística, en col·laboració amb Ralph Fowler. En canvi, el seu període a Edimburg, va ser força important perquè es va produir el seu gir cap a la mecànica quàntica. Quan va deixar Edimburg el 1936, va insistir que el seu successor fos Max Born, com així va ser finalment, salvant Born (que era jueu) d'un futur incert a la seva Alemanya natal.
Després de dos cursos fent de director del Christ's College (1936-1938) va ser nomenat director del Laboratori Nacional de Física del Regne Unit, en el qual va fer un treball organitzatiu impecable abans, durant i després de la Segona Guerra Mundial.
Es va jubilar el 1949, però encara uns anys més tard (1952) va publicar un llibre força polèmic: The Next Million Years, en el qual exposava les seves tesis maltusianes, arribant a les conclusions més pessimistes sobre el futur de la humanitat a llarg termini.